# Aram J. Pothier

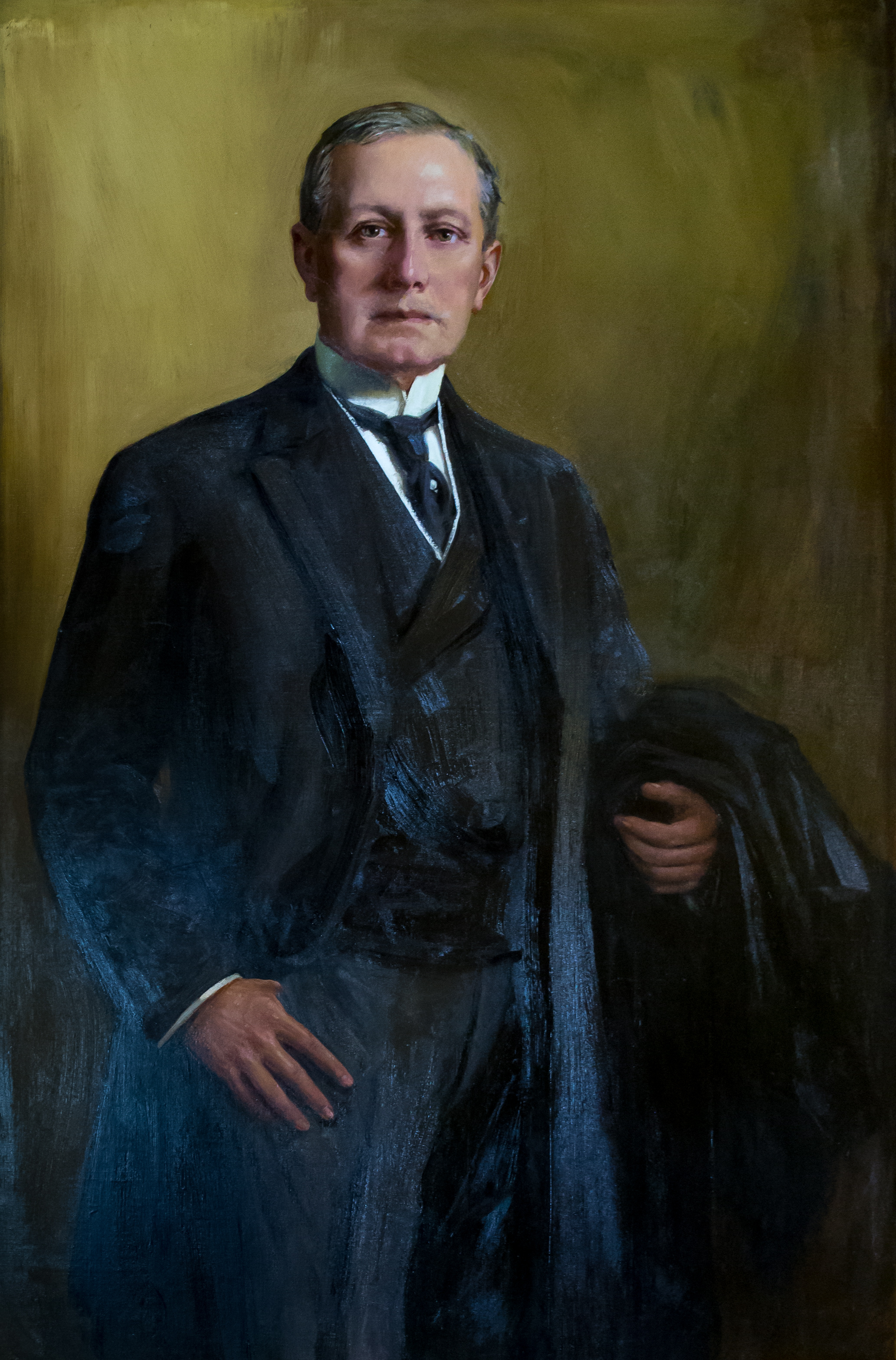
Aram J. Pothier

Aram Jules Pothier (* 26. Juli 1854 in Philimene, Provinz Quebec, Kanada; † 4. Februar 1928) war ein US-amerikanischer Politiker und von 1909 bis 1915 sowie zwischen 1925 und 1928 Gouverneur des Bundesstaates Rhode Island.

## Frühe Jahre
Aram Pothier besuchte das Nicolet College in Québec. Anschließend zog er nach Woonsocket in Rhode Island, wo bereits seine Eltern lebten. In seiner neuen Heimat arbeitete er in einer Sparkasse (Institute for Savings) und wurde bald ein angesehenes Mitglied der lokalen Geschäftswelt. In den Jahren 1889 und 1900 vertrat er Rhode Island auf den jeweiligen Weltausstellungen in Paris. Dabei gelang es ihm, einige französische Textilfirmen zur Niederlassung in Rhode Island zu bewegen.

## Politischer Aufstieg

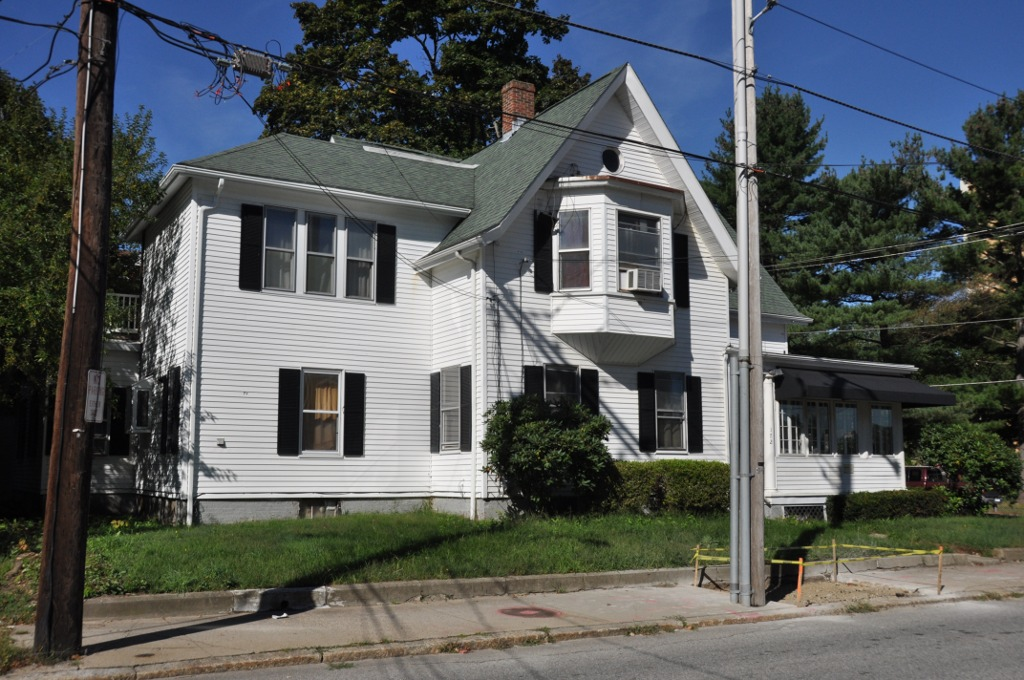
Pothier's Haus in Woonsocket

Pothier war Mitglied der Republikanischen Partei. Im Jahr 1887 wurde er in das Repräsentantenhaus von Rhode Island gewählt. 1889 war er Rechnungsprüfer in Woonsocket und von 1894 bis 1895 war er Bürgermeister dieser Gemeinde. Nachdem er von 1897 bis 1898 als Vizegouverneur von Rhode Island amtiert hatte, zog er sich für einige Jahre aus der Politik zurück und widmete sich seinen privaten Angelegenheiten. Im Jahr 1907 kehrte er auf die politische Bühne zurück und wurde Mitglied im Bildungsausschuss seines Staates.

## Gouverneur von Rhode Island
1908 wurde Aram Pothier zum neuen Gouverneur seines Staates gewählt. Er trat sein Amt am 5. Januar 1909 an und wurde in den folgenden Jahren jeweils wiedergewählt. Nach einer Änderung der Staatsverfassung wurde er im Jahr 1912 als erster Gouverneur seines Staates in eine zweijährige Amtszeit gewählt. Insgesamt konnte er zwischen dem 5. Januar 1909 und dem 5. Januar 1915 im Amt bleiben. Nach Ablauf seiner Amtszeit zog er sich erneut für einige Jahre aus der Politik zurück und wurde Leiter der Sparkasse in Woonsocket und der Providence Union Trust Company.
Im Jahr 1924 wurde er von seiner Partei zum Kandidaten für die anstehende Gouverneurswahl nominiert, die er auch gewann. Zwei Jahre später wurde er von den Wählern in diesem Amt bestätigt. Seine zweite zusammenhängende Regierungszeit begann am 6. Januar 1925 und endete mit seinem Tod am 4. Februar 1928. In seinen Jahren als Gouverneur wurden die Arbeitsgesetze in Rhode Island zu Gunsten von Frauen und Minderheiten verbessert. Damals wurde auch per Gesetz die Entschädigung bei Arbeitsunfällen geregelt. Außerdem entstand unter seiner Regierung eine Steuerkommission. In der bereits erwähnten Reform der Staatsverfassung wurde neben der Verlängerung der Amtszeiten des Gouverneurs auch die Amtsdauer anderer staatlicher Würdenträger auf zwei Jahre ausgedehnt. Die Stellung des Gouverneurs wurde mit einem Vetorecht gestärkt. Das Haushaltswesen wurde reformiert und die Staatspolizei vereinheitlicht. Aram Pothier verstarb im Amt. Er war mit Francoise de Charmigny verheiratet.